# Charlotte Motor Speedway

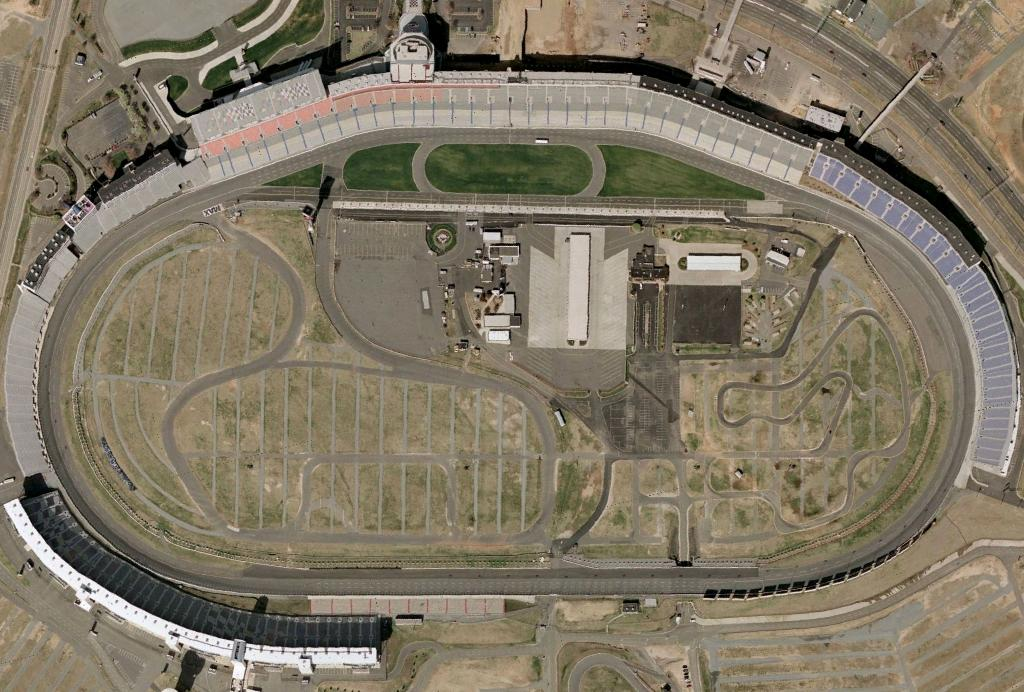
Fotografía aérea del circuito de Charlotte.

Charlotte Motor Speedway (nombre oficial desde 1999 hasta 2009: Lowe's Motor Speedway) es un óvalo situado cerca de la ciudad de Charlotte, estado de Carolina del Norte, Estados Unidos. Es una de las pistas más importantes de la NASCAR, ya que gran parte de los equipos tiene sus bases a poca distancia. El empresario norcarolinés Bruton Smith inauguró el óvalo de Charlotte en 1960. Décadas después compró otros circuitos a través de la empresa Speedway Motorsports, que tiene su sede en el propio óvalo.
El óvalo tiene una longitud de 1,5 millas (2400 metros) y cuenta con un trazado de formato quad, con dos curvas amplias de 24 grados de peralte, y dos codos en la recta principal. Asimismo, Charlotte cuenta con un picódromo de cuarto de milla, el único del país con cuatro carriles de concreto, que alberga pruebas de la NHRA. Las instalaciones también incluyen un circuito mixto de 2,25 millas (3.620 metros), un kartódromo de 0,6 millas (960 metros) y un óvalo de tierra de 0,2 millas (320 metros).
Cada año se disputan en Charlotte dos fechas de la NASCAR Cup Series, el principal campeonato de stock cars: una carrera de 600 millas (960 km) disputado en el óvalo en el fin de semana del Día de los Caídos a fines de mayo, horas después de las 500 Millas de Indianápolis, y otra de 400 kilómetros en el trazado mixto en octubre. La carrera de 600 millas es una de las cuatro clásicas de la Copa NASCAR, junto con las 500 Millas de Daytona, la carrera primaveral de 500 millas de Talladega y las 500 Millas Sureñas de Darlington.
Las otras dos divisiones nacionales de la NASCAR, la NASCAR Xfinity Series y la NASCAR Truck Series, también corren en Charlotte. La primera disputa desde 1982 dos carreras: de 300 millas en el óvalo en mayo y de 200 kilómetros en el circuito mixto en octubre, como antesala de la Copa NASCAR. Por su parte, la Truck Series corre 200 millas a mediados de mayo. Además de las fechas puntuables, la Carrera de las Estrellas de la NASCAR es una carrera de exhibición que se celebra cada año desde 1985 la semana anterior a la carrera de 600 millas. Desde 1992, tanto la Carrera de las Estrellas como la carrera de 600 millas se disputan de noche con luz artificial; Charlotte fue el primer óvalo de más de una milla en incorporar este tipo de iluminación y carreras.
La IndyCar Series corrió en Charlotte una carrera de 500 km en julio de 1997, en julio de 1998 y mayo de 1999. Durante la tercera de ellas, el piloto Stan Wattles chocó su automóvil y una rueda voló durante hacia la tribuna, lo que provocó la muerte de tres espectadores y heridas en otros ocho. La carrera se suspendió y fue declarada nula; el accidente impulsó la implantación de cables sujetadores en las ruedas de los monoplazas.

## Récords de vuelta
| Récord                            | Año  | Fecha         | Piloto       | 'Marca    | Tiempo      | Velocidad/Velocidad promedio          |
| --------------------------------- | ---- | ------------- | ------------ | --------- | ----------- | ------------------------------------- |
| Copa NASCAR                       |      |               |              |           |             |                                       |
| Clasificación                     | 2013 | 23 de mayo    | Denny Hamlin | Toyota    | 27.604      | 195.624 millas por hora(314.826 km/h) |
| Carrera (600 millas)              | 2012 | 27 de mayo    | Kasey Kahne  | Chevrolet | 3:51:14     | 155.687 mph (250.554 km/h)            |
| Carrera (500 millas)              | 1999 | 10 de octubre | Jeff Gordon  | Chevrolet | 3:07:31     | 160.306 mph (257.987 km/h)            |
| NASCAR Xfinity Series             |      |               |              |           |             |                                       |
| Clasificación                     | 2011 | 14 de octubre | Paul Menard  | Chevrolet | 29.089      | 187.735 mph (302.130 km/h             |
| Carrera (300 millas)              | 1996 | 25 de mayo    | Mark Martin  | Ford      | 1:55:23     | 155.996 mph (251.051 km/h)            |
| NASCAR Camping World Truck Series |      |               |              |           |             |                                       |
| Clasificación                     | 2005 | 20 de mayo    | Mike Skinner | Toyota    | 29.500      | 183.051 mph (294.592 km/h)            |
| Carrera (200 millas)              | 2003 | 16 de mayo    | Ted Musgrave | Dodge     | 1:45:05     | 114.768 mph (184.701 km/h)            |
| IndyCar Series                    |      |               |              |           |             |                                       |
| Clasificación                     | 1998 | 24 de julio   | Tony Stewart | G-Force   | 24.490      | 220.498 mph (354.857 km/h)            |
| Carrera (312 millas)              | 1997 | 26 de julio   | Buddy Lazier | Dallara   | 1:55:29.224 | 162.096 mph (260.868 km/h)            |

## Ganadores recientes

### NASCAR
| Año  | Cup Series (mayo) | Cup Series (mayo) | Cup Series (octubre) | Cup Series (octubre) | Xfinity Series (mayo) | Xfinity Series (octubre) | Truck Series  |
| Año  | Piloto            | Marca             | Piloto               | Marca                | Xfinity Series (mayo) | Xfinity Series (octubre) | Truck Series  |
| ---- | ----------------- | ----------------- | -------------------- | -------------------- | --------------------- | ------------------------ | ------------- |
| 1990 | Rusty Wallace     | Pontiac           | Davey Allison        | Ford                 | Dale Jarrett          | Sterling Marlin          | -             |
| 1991 | Davey Allison     | Ford              | Geoffrey Bodine      | Ford                 | Dale Earnhardt        | Harry Gant               | -             |
| 1992 | Dale Earnhardt    | Chevrolet         | Mark Martin          | Ford                 | Jeff Gordon           | Jeff Gordon              | -             |
| 1993 | Dale Earnhardt    | Chevrolet         | Ernie Irvan          | Ford                 | Michael Waltrip       | Mark Martin              | -             |
| 1994 | Jeff Gordon       | Chevrolet         | Dale Jarrett         | Chevrolet            | Phil Parsons          | Terry Labonte            | -             |
| 1995 | Bobby Labonte     | Chevrolet         | Mark Martin          | Ford                 | Chad Little           | Mark Martin              | -             |
| 1996 | Dale Jarrett      | Ford              | Terry Labonte        | Chevrolet            | Mark Martin           | Mark Martin              | -             |
| 1997 | Jeff Gordon       | Chevrolet         | Dale Jarrett         | Ford                 | Joe Nemechek          | Jimmy Spencer            | -             |
| 1998 | Jeff Gordon       | Chevrolet         | Mark Martin          | Ford                 | Mark Martin           | Mike McLaughlin          | -             |
| 1999 | Jeff Burton       | Ford              | Jeff Gordon          | Chevrolet            | Mark Martin           | Michael Waltrip          | -             |
| 2000 | Matt Kenseth      | Ford              | Bobby Labonte        | Pontiac              | Jeff Burton           | Matt Kenseth             | -             |
| 2001 | Jeff Burton       | Ford              | Sterling Marlin      | Dodge                | Jeff Green            | Greg Biffle              | -             |
| 2002 | Mark Martin       | Ford              | Jamie McMurray       | Dodge                | Jeff Green            | Jeff Burton              | -             |
| 2003 | Jimmie Johnson    | Chevrolet         | Tony Stewart         | Chevrolet            | Matt Kenseth          | Greg Biffle              | Ted Musgrave  |
| 2004 | Jimmie Johnson    | Chevrolet         | Jimmie Johnson       | Chevrolet            | Kyle Busch            | Mike Bliss               | Dennis Setzer |
| 2005 | Jimmie Johnson    | Chevrolet         | Jimmie Johnson       | Chevrolet            | Kyle Busch            | Ryan Newman              | Kyle Busch    |
| 2006 | Kasey Kahne       | Dodge             | Kasey Kahne          | Dodge                | Carl Edwards          | Dave Blaney              | Kyle Busch    |
| 2007 | Casey Mears       | Chevrolet         | Jeff Gordon          | Chevrolet            | Kasey Kahne           | Jeff Burton              | Ron Hornaday  |
| 2008 | Kasey Kahne       | Dodge             | Jeff Burton          | Chevrolet            | Kyle Busch            | Kyle Busch               | Matt Crafton  |
| 2009 | David Reutimann   | Toyota            | Jimmie Johnson       | Chevrolet            | Mike Bliss            | Kyle Busch               | Ron Hornaday  |
| 2010 | Kurt Busch        | Dodge             | Jamie McMurray       | Chevrolet            | Kyle Busch            | Brad Keselowski          | Kyle Busch    |
| 2011 | Kevin Harvick     | Chevrolet         | Matt Kenseth         | Ford                 | Matt Kenseth          | Carl Edwards             | Kyle Busch    |
| 2012 | Kasey Kahne       | Chevrolet         | Clint Bowyer         | Toyota               | Brad Keselowski       | Joey Logano              | Justin Lofton |
| 2013 | Kevin Harvick     | Chevrolet         | Brad Keselowski      | Ford                 | Kyle Busch            | Kyle Busch               | Kyle Busch    |
| 2014 | Jimmie Johnson    | Chevrolet         | Kevin Harvick        | Chevrolet            | Kyle Larson           | Brad Keselowski          | Kyle Busch    |
| 2015 | Carl Edwards      | Toyota            | Joey Logano          | Ford                 | Austin Dillon         | Austin Dillon            | Kasey Kahne   |
| 2016 | Martin Truex Jr.  | Toyota            | Jimmie Johnson       | Chevrolet            | Denny Hamlin          | Joey Logano              | Matt Crafton  |
| 2017 | Austin Dillon     | Chevrolet         | Martin Truex Jr.     | Toyota               | Ryan Blaney           | Alex Bowman              | Kyle Busch    |
| 2018 | Kyle Busch        | Toyota            | Ryan Blaney          | Ford                 | Brad Keselowski       | Chase Briscoe            | Johnny Sauter |
| 2019 | Martin Truex Jr.  | Toyota            | Chase Elliott        | Chevrolet            | Tyler Reddick         | A. J. Allmendinger       | Kyle Busch    |

### IndyCar Series

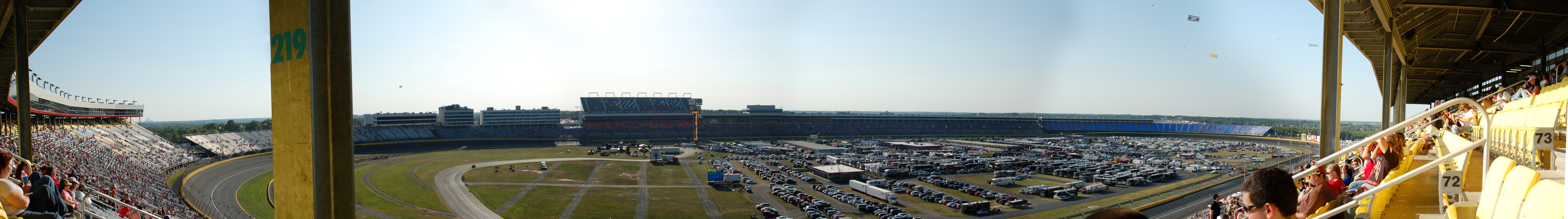
Vista panorámica del óvalo de Charlotte.

| Año  | Piloto             | Automóvil          | Equipo             |
| ---- | ------------------ | ------------------ | ------------------ |
| 1997 | Buddy Lazier       | Dallara Oldsmobile | Hemelgarn          |
| 1998 | Kenny Bräck        | Dallara Oldsmobile | Foyt               |
| 1999 | Carrera suspendida | Carrera suspendida | Carrera suspendida |